# Харбарнсен
Харбарнсен (њем. Harbarnsen) општина је у њемачкој савезној држави Доња Саксонија. Једно је од 40 општинских средишта округа Хилдесхајм. Према процјени из 2010. у општини је живјело 663 становника. Посједује регионалну шифру (AGS) 3254019.

## Географски и демографски подаци
Харбарнсен се налази у савезној држави Доња Саксонија у округу Хилдесхајм. Општина се налази на надморској висини од 189 метара. Површина општине износи 7,6 km². У самом мјесту је, према процјени из 2010. године, живјело 663 становника. Просјечна густина становништва износи 87 становника/km².